# 北海道道939号日進名寄線
北海道道939号日進名寄線（ほっかいどうどう939ごう にっしんなよろせん）は、北海道名寄市内を結ぶ一般道道（北海道道）である。

## 概要

### 路線データ
- 起点：北海道名寄市字日進
- 終点：北海道名寄市大通南1丁目（国道239号交点）
- 総延長：7.835 km[1][注釈 1]
- 実延長：7.817 km[1][注釈 1]
- 重用延長：0.018 km[1][注釈 1]

### 道路管理者
- 上川総合振興局 旭川建設管理部 士別出張所

## 歴史
- 1978年（昭和53年）5月6日 - 路線認定[2]。

## 地理

### 通過する自治体
- 上川総合振興局
  - 名寄市

### 交差する道路
名寄市
- 国道239号 - 大通南1丁目（終点）

### 沿線にある施設など
名寄市
- 名寄ピヤシリスキー場
- JR北海道 宗谷本線 日進駅
- 名寄市立名寄東中学校